# 裸無臂鰨
裸無臂鰨為輻鰭魚綱鰈形目鰨亞目無臂鰨科的其中一種，為熱帶海水魚，分布於西大西洋區，從墨西哥至巴西南里奧格蘭德州海域，棲息深度37-100公尺，體長可達15公分，棲息在軟底質底層水域，生活習性不明。